# مسجد غامكول شريف
مسجد غامكول شريف، (بالإنجليزية: Gamkul Sharif Mosque)‏، في مدينة سمول هيث، برمنغهام، لندن، المملكة المتحدة.

## خلفية تاريخية
يشكل المسلمون نحو 62 في المائة من نسبة سكانها ومعظمهم من شمال باكستان استقروا في مدينة سمول هيث، بني مسجد غامكول شريف سنة 1993م، على مساحة 40 منزلا مهجورا اشتراها أهل المنطقة من مجلس البلدية سنة 1990، ويعتبر علامة فارقة بتصميمه الهندسي.